# Lijst van klimaatwetenschappers
Klimaatwetenschappers of klimatologen onderzoeken de wetenschappelijke aspecten van de klimaatveranderingen van de Aarde, waaronder de opwarming van de Aarde. Klimaatwetenschap is niet hetzelfde als meteorologie, die het weer bestudeert.
Deze lijst is incompleet en geeft een beeld van wetenschappers die een grote bijdrage hebben geleverd aan de klimaatwetenschap.

## Lijst

### A
- Khabibullo Abdussamatov (°1940), Russisch astrofysicus, onderzoeker naar verband tussen zonneactiviteit en klimaat
- Kevin Anderson (wetenschapper), Brits klimaatwetenschapper
- Svante Arrhenius (1869-1927), onderzoeker van het broeikaseffect

### B
- Tim Ball (1938), historisch klimatoloog
- Gerard C. Bond (1940-2005), onderzocht het verband tussen klimaat en zonnecyclus
- Wally (Wallace S.) Broecker (°1931), bedenker van het concept van de thermohaliene circulatie
- Mikhail Budyko (1920-2001), vroege voorstander van Zonnestralingsbeheer

### C
- Guy Stewart Callendar (1898-1964), pionier in het onderzoek naar CO2 in de atmosfeer
- Paul Crutzen (1933-2021), pionier in het onderzoek naar het gat in de ozonlaag
- Judith Curry (°1948), Amerikaanse klimaatwetenschapper met specialisatie in onzekerheden

### D
- Willi Dansgaard, onderzoeker naar de klimaatfluctuaties (Dansgaard-Oeschger-cyclus), samen met Hans Oeschger

### F
- Joseph Fourier (1768-1830), ontdekker van het broeikaseffect
- Eunice Newton Foote (1819-1888), ontdekker van CO2 als broeikasgas

### H
- Marjolijn Haasnoot (°1975), klimaatadaptatiewetenschapper
- James Hansen (°1941), getuigde in 1988 voor het VS-Congres over de opwarming van de Aarde
- Ed Hawkins, ontwerper van bekende klimaatvisualisaties
- Katharine Hayhoe (°1972), Amerikaans wetenschapper
- Hartmut Heinrich (°1952), naar wie het Heinrich-event (afbreken van ijsbergen) is genoemd

### J
- Phil. D. Jones (°1952),[1] mikpunt van de Climategate-campagne

### K
- Charles D. Keeling (1928-2005), ontwerper van de Keelingcurve (atmosferische CO2)
- Ralph Keeling, zoon van en opvolger van het werk van Charles D. Keeling

### L
- James Lovelock (°1919), formuleerde de Gaia-hypothese

### M
- Gordon J.F. MacDonald (1929–2002), Amerikaans geofysicus en klimaatpionier (1965)
- Syukuro Manabe (°1931),[1] ontwikkelde het circulatiemodel van de aardse atmosfeer
- Michael E. Mann (°1965), Amerikaans paleoklimatoloog
- Valérie Masson-Delmotte (°1971): Frans klimaatwetenschapper
- John F. B. Mitchell (°1948),[1] coördinator IPCC-rapporten

### O
- Hans Oeschger, onderzoeker naar de klimaatfluctuaties (Dansgaard-Oeschger-cyclus), samen met Willi Dansgaard
- Friederike Otto (°1982), onderzoekt wiskundig verband tussen extreem weer en klimaatverandering

### R
- Veerabhadran Ramanathan (°1944), Indiaas meteoroloog en albedo-expert
- Roger Revelle (1909-1991), Amerikaans oceanograaf
- Alan Robock (°1949), Amerikaans klimatoloog en tegenstander van geo-engineering
- William F. Ruddiman (°1943),[1] paleoklimatoloog (antropogene opwarming)

### S
- Ben Santer, Amerikaans klimaatonderzoeker
- Hans Joachim Schellnhuber (°1950), Duits klimaatwetenschapper
- Stephen Schneider (1945-2010), Amerikaans klimatoloog; hoogleraar in de milieubiologie aan de Stanford-universiteit
- Sonia I. Seneviratne (°1974), Zwitsers klimaatwetenschapper, gespecialiseerd in extreem weer.
- Natalia Shakova, Russisch klimaatwetenschapper, meer bepaald inzake methaanhydraten
- Susan Solomon (°1956),[1] pionierde onderzoek naar het ozongat
- Henrik Svensmark (°1958), Deens kosmoklimatoloog

### T
- John Tyndall (1820-1893), onderzoeker van broeikasgassen

### V
- Guido van der Werf, Nederlands deskundige inzake natuurbranden en klimaat
- Jean-Pascal van Ypersele (°1957), Belgisch klimatoloog, vicevoorzitter van het IPCC (2008-2015)
- Pier Vellinga (°1950), Nederlandse wetenschapper inzake klimaatverandering.

### W
- Peter Wadhams (°1948), Brits oceanoloog en klimaatdeskundige
- Tom M.L. Wigley (°1940),[1] ontwikkelde het MAGICC-klimaatmodel